# Baeus vulcanus
Baeus vulcanus är en stekelart som beskrevs av Stevens 2007. Baeus vulcanus ingår i släktet Baeus och familjen Scelionidae. Inga underarter finns listade.